# Rahm Emanuel
Rahm Israel Emanuel (Chicago, 29 de novembro de 1959) é um político dos Estados Unidos, filiado no Partido Democrata, que foi membro da Câmara dos Representantes de 2003 a 2009 pelo 5º distrito de Illinois, prefeito da cidade de Chicago de 2011 a 2019 e é, desde março de 2022, o embaixador dos Estados Unidos no Japão.
Emanuel foi chefe de campanha do Partido Democrata para as eleições para o Congresso de 2006. Depois de o partido obter a maioria na Câmara dos Representantes, foi eleito como presidente para o caucus seguinte. Entre os democratas da Câmara ocupa o quarto posto em importância, atrás da presidente Nancy Pelosi, do líder Steny Hoyer e de Jim Clyburn.
A sua actividade política caracteriza-se por um marcado estilo e pela habilidade para a recolha de fundos. É co-autor, junto com o Presidente do Conselho Democrata Bruce Reed, do livro de 2006 The Plan: Big Ideas for America. Faz parte da New Democrat Coalition, um grupo de congressistas com ideologia afim. Em 5 de novembro de 2008, depois da vitória de Barack Obama, o seu nome foi falado como possível futuro Chefe de Gabinete da Casa Branca sob a nova administração, a partir de Janeiro de 2009. Emanuel esteve no cargo de 2009 a 2010.